# Кастільйоне-дель-Дженовезі
Кастільйоне-дель-Дженовезі (італ. Castiglione del Genovesi) — муніципалітет в Італії, у регіоні Кампанія,  провінція Салерно.
Кастільйоне-дель-Дженовезі розташоване на відстані близько 240 км на південний схід від Рима, 55 км на схід від Неаполя, 9 км на північний схід від Салерно.
Населення — 1389 осіб (2014).

## Демографія
Населення за роками:

Станом на 1 січня 2023 року в муніципалітеті офіційно проживали 53 іноземці з 12 країн, серед них 31 громадянин країн Євросоюзу та 4 громадяни України.

## Сусідні муніципалітети
- Бароніссі
- Фішіано
- Джиффоні-Сеї-Казалі
- Салерно
- Сан-Чипріано-Пічентіно
- Сан-Манго-П'ємонте